# Oryctodromeus cubicularis
Oryctodromeus cubicularis es la única especie conocida del género extinto Oryctodromeus ("corredor excavador") de dinosaurio ornitópodo tescelosáurido que existieron a mediados del período Cretácico, hace aproximadamente 95 millones de años, en el Cenomaniense, en lo que hoy es Norteamérica. 

## Descripción
Como todos los hipsilofodóntidos fue un pequeño corredor bípedo, que llegó a medir cerca de los 2,1 metros de longitud y 70 centímetros de altura, los juveniles medían alrededor de 1,3 metros de largo. Su peso rondaría entre los 22 y 32 kilogramos. La presencia de juveniles entre los adultos sugiere el cuidado por parte de los padres, lo que es al menos una motivación para la construcción de  madriguera para proteger a los jóvenes. El tamaño de los jóvenes sugiere un período extendido de cuidado parental. A diferencia de otros dinosaurios en un principio se pensó que carecía de los tendones osificados que atiesaban la cola, lo cual le habría permitido moverse dentro de una pequeña madriguera más fácilmente. Además, muestra adaptaciones en las quijadas, brazos y pelvis que podrían haber ayudado al movimiento y manipulación en el suelo. Sin embargo, los especímenes de la Formación Wayan demuestran la presencia de una gruesa red de tendones en las columnas dorsales, sacras y caudales de algunos especímenes, quizás indicando más flexibilidad en los tendones osificados de lo que se suponía anteriormente. Las adaptaciones en las mandíbulas, las extremidades anteriores y la pelvis se describieron en los especímenes de Blackleaf que podrían haber ayudado a mover y manipular el suelo.
Los autores señalaron que Oryctodromeus solo tuvo modificaciones modestas en las extremidades anteriores en comparación con los animales de madriguera de hoy en día, como topos, equidnas y wombats. En cambio, fue comparable pero algo más especializado para la excavación que los animales que corren y vivén en madrigueras de hoy, como lobos de tierra, cobayas, hienas y conejos. Debido a que era bípedo, podría tener extremidades anteriores más modificadas sin afectar su capacidad de correr.

## Descubrimiento e investigación
Encontrado en la Formación Blackleaf al sudoeste de Montana, Estados Unidos. Este es el primer dinosaurio estudiado que exhibe evidencia de haber habitado en madrigueras, este aspecto con el hecho de su aspecto de animal cursorial le dio el nombre a la especie Oryctodromeus cubicularis que se traduce como el "corredor excavador de la madriguera". Se conocen fósiles de la Cretácica Formación Blackleaf del sudoeste de Montana y de la Formación Wayan del sureste de Idaho , Estados Unidos, ambas del Cenomaniense.
Oryctodromeus está basado en el holotipo MOR 1636a, un esqueleto parcial de un ejemplar adulto que incluye los premaxilares, parte de la caja craneana, tres vértebras del cuello, seis de la espalda, siete del sacro y veintitrés de la cola, una brazo sin la mano, ambas tibias y una fíbula incompleta, además un metatarsal. Dos individuos más, ambos juveniles, con el 55 a 65% del tamaño del adulto y se los cataloga como MOR 1636b. Se conocen numerosos esqueletos parciales adicionales de la Formación Wayan.

## Clasificación
por medio de un análisis cladista, se descubrió que el Oryctodromeus era basal dentro de Euornithopoda y un pariente cercano de los hipsilofodóntidos Orodromeus y Zephyrosaurus, que también se conocen del Cretácico de Montana. Estos dos animales comparten adaptaciones con Oryctodromeus que pueden haber sido utilizados para excavar, como un hocico ancho. Además, se han encontrado ejemplares de Orodromeus preservados de manera similar, lo que sugiere que ellos también estaban en madrigueras. Esta no sería la primera vez que se sugiere un hipsilofodóntido como excavador, Robert Bakker ha afirmado informalmente desde la década de 1990 que Drinker, del Jurásico tardío de Wyoming, vivía en madrigueras,  pero esto aún no se ha publicado.

## Paleobiología

### Comportamiento excavador
Los tres individuos de Oryctodromeus fueron encontrados enterrados dentro de los restos de una madriguera subterránea, que mide aproximadamente 2 metros de largo y 70 centímetros de ancho. Los esqueletos estaban densamente empaquetados y desarticulados, lo que indica que los animales murieron y se pudrieron dentro de la madriguera. La madriguera es similar a las hechas hoy por hienas y frailecillos. Estaba lleno de arena , y la piedra arenisca resultante se destaca contra la piedra de barro y arcilla de los alrededores . Hay dos vueltas en la sección de la madriguera preservada, y cilindros de arenisca secundaria más pequeños de varios tamaños, unos pocos centímetrosde sección transversal como máximo, que probablemente fueron hechos por animales más pequeños que comparten la madriguera. La madriguera se ajusta mucho a las proporciones probables del dinosaurio adulto, otra indicación de que era el cavador.